# Skogman (adelsätt)
Skogman är ett namn som burits av en utslocknad svensk adelsätt, som erhöll friherrlig värdighet men aldrig sökte introduktion som friherrlig. Den var adlad enligt paragraf 37 av Regeringsformen 1809 så att endast huvudmannen var adlig.
Ättens adelskap utgår från ämbetsmannen Carl David Skogman (1786–1856), som adlades 1826 med oförändrat namn, och som introducerades på Riddarhuset 1828 under nummer 2302. Han erhöll friherrlig värdighet 1854 men sökte aldrig introduktion med denna. Det gjorde heller inte någon av hans arvingar till adelskapet. Vid Carl David Skogmans död 1856 övergick detta till sonen Carl Skogman och vid dennes död 1907 till sonsonen, juristen och ämbetsmannen Karl Skogman (1864–1945). Den sistnämnde var gift med operasångerskan Magna Lykseth-Skogman, men de hade inga barn. Med Karl Skogmans död 1945 utslocknade ätten på svärdssidan. Den sist gravsatta i familjegraven på Norra kyrkogården, Stockholm var hans hustru, död 1949.